# Fernán Sánchez de Castro
Fernán Sánchez de Castro (1240-Pomar de Cinca, Aragón 1275). Hijo ilegítimo de Jaime I el Conquistador, su padre le concedió la baronía de Castro en 1250, que ostentó junto con el señorío de Pomar.

## Orígenes familiares
Nació en 1240, fruto de una relación extramatrimonial de Jaime I con Aldonza de Antillón. El rey creó para él la baronía de Castro en el año 1250, título que ostentarán sus sucesores a partir de él. Sus abuelos paternos fueron  Pedro II de Aragón y su esposa, la reina María de Montpellier. Fue hermanastro de Pedro III de Aragón, de Jaime II de Mallorca y de Violante de Aragón, esposa de Alfonso X de Castilla, entre otros.

## Biografía
Fernán Sánchez de Castro participó junto a su padre en la fallida Cruzada en Tierra Santa del año 1269, y fue uno de los pocos miembros de la expedición que consiguieron llegar a San Juan de Acre, junto con su hermanastro Pedro Fernández de Híjar, barón de Híjar, hijo ilegítimo como él de Jaime I el Conquistador. También consiguieron llegar con ellos a San Juan de Acre Galcerán de Pinós, junto con otros caballeros aragoneses y catalanes, después de sobrevivir a una tempestad que dispersó toda la flota.
En el año 1274, aún en vida de su padre, y mientras su hermano, el futuro Pedro III de Aragón, se encontraba en el Reino de Navarra para desposarse con Juana I de Navarra, algunos nobles catalanes, entre los que se encontraban Ramón Folc V de Cardona, Jofre III de Rocabertí y su hijo Dalmau VI de Rocabertí, Arnau Roger de Pallars Sobirá y Hugo V de Ampurias, reforzados por miembros de la alta nobleza aragonesa como Artal de Luna, Pedro Cornel, Ximeno de Urrea y Ferriz de Lizana, se aliaron con la intención de aumentar sus bienes y privilegios. Al frente de toda esta facción nobiliaria se hallaba Fernán Sánchez de Castro, cuya madre, Aldonza de Antillón, se proponía enemistar al rey Jaime el Conquistador con su hijo y heredero, el infante Pedro.
Jaime I se comprometió con su hijo, el infante Pedro, a que los castillos de la madre de Fernán, Aldonza de Antillón, fueran devueltos a su propietaria. El infante Pedro entró en Aragón y atacó el castillo de Antillón, donde tenía su residencia Aldonza de Antillón, y al que Fernán Sánchez de Castro se dirigió rápidamente para intentar levantar el sitio, pero fue derrotado y hubo de huir al actualmente desaparecido castillo de Pomar, que el infante Pedro, su hermanastro, se propuso tomar al asalto. Viéndose perdido Fernán huyó disfrazado de pastor mientras sus hombres se enfrentaban a los de su hermanastro, pero fue capturado cuando intentaba atravesar el río Cinca. El futuro Pedro III ordenó la muerte de su hermanastro, disponiendo que fuera ahogado. Tal hecho sucedió en una noche de 1275.

## Relación con Jaime I
Tal y como defiende Ernest Belenguer, a pesar de su funesto final, Fernando Sánchez de Castro fue de los hijos más queridos por el rey Jaime I. Este le encargaba importantes asuntos internacionales, como cuando le envió frente al rey siciliano Manfredo para que le confirmara que no se firmaría ningún pacto con el rey castellano Alfonso X sin su presencia o que le acompañase en la fracasada expedición a Tierra Santa. Esto da a entender que Fernando Sánchez de Castro fue alguien muy querido para el rey, quien a veces se fiaba más de él que del infante Pedro, al menos hasta el final de su reinado en donde se encaja su revuelta contra su padre que le acabaría costando la vida.
Con la Conquista de Murcia se ve al hijo ilegítimo entre los nobles más reacios a la conquista, situación que se saldó con la declaración en junio de 1265 de la protección de los bienes de los nobles a la vuelta de la guerra, siendo aquí donde el rey empieza a chocar con su hijo. Ya entonces, el rey era consciente ya del posible conflicto que se podía desencadenar entre Fernando y el infante Pedro, quien ya por entonces estaba ganando más protagonismo, ya que a diferencia de sus hermanastros los infantes Jaime y Sancho, Fernando no se retiraría de un conflicto y ya a mediados del 1260 ya se encontraba rodeado de elementos desestabilizadores del reino, tal y como en su momento hizo el infante Alfonso.
Ante esto hay autores que desde la perspectiva del rey defienden las dotaciones que le hizo en comparación con la relación de confianza que muestran los documentos de la cancillería. Entre estas dotaciones se encuentra Magallón en noviembre de 1268 a cambio de Ballobar, o la donación de San Esteban de Mall en el 1271, cesiones que no dan lugar a duda de que de los hijos, Fernando era el peor dotado territorialmente ya que sus posesiones estaban muy dispersas y contaban con poca población siendo estos tal vez un intento de no darle un poder a su hijo para que este no fuera capaz de iniciar un conflicto con su hermanastro el infante.
En septiembre de 1274 el rey Jaime tuvo conocimiento de unas reuniones que Fernando había tenido con varios nobles rebeldes y le exigió saber los motivos de esos encuentros a la vez que le desposeía de sus posesiones con un tono severo en sus cartas, sería aquí cuando el infante Pedro se volvería a acercar a los intereses de su padre tras un periodo en el que el rey confiaba escasamente en él y recibiría los bienes desposeídos de su hermanastro.
A pesar de esto, estaba dispuesto a escucharle y puede que incluso perdonarle, ya que le felicitó por ir a reunirse con él, prohibió al infante Pedro atentar contra su hermanastro y amparó sus bienes por un mes los días 10, 11 y 13 de octubre respectivamente. Aun así, el infante Pedro atacó los bienes de Fernando, que según Jaime I serían indemnizados. El infante actuó de nuevo por cuenta propia y volvió a atacar, esta vez al propio Fernando, cerca de Antillón y este se tuvo que refugiar en Pomar de Cinca, donde tras intentar escapar disfrazado de pastor fue ahogado en el Cinca.
A pesar de la imposibilidad de saber que pensaba el rey en el momento de la muerte de Fernando, autores como Francisco Saulo Lajusticia destacan que aunque en el Llibre dels feits se hable de felicidad, este libro se destaca por ser un libro que tiene varias situaciones alteradas para dar un discurso necesario ante la imposibilidad del rey de poder controlar al infante.

## Sepultura de Fernán Sánchez de Castro
Se ignora dónde fue sepultado Fernán Sánchez de Castro, aunque se han barajado distintas hipótesis a lo largo del tiempo. A finales del siglo XIX, Teodoro Creus Corominas, en su obra sobre el Monasterio de Santes Creus titulada Santes Creus, descripción artística de este famoso monasterio, aseguraba que los restos de Fernán Sánchez de Castro se encontraban, antes de 1835, en una tumba de madera situada frente al panteón del rey Jaime II de Aragón, y que posteriormente, fueron destruidos en 1835, al mismo tiempo que eran profanados los sepulcros reales del Monasterio de Santes Creus. Lamentablemente, esta teoría no es verificable hoy en día. 
La segunda hipótesis sobre el paradero final de los restos de Fernán Sánchez de Castro es que es suyo el famoso sepulcro gótico que se halla en el interior de la Ermita de San Salvador del municipio de Selgua, en la Provincia de Huesca. Dicho sepulcro ha sido atribuido también a Armengol III de Urgel, y a un miembro de la familia Eril, quienes fueron señores de Selgua. 
El sepulcro atribuido a Fernán Sánchez es obra de mediados del siglo XIII, Y es el único elemento que se conserva en la actualidad de la primitiva ermita de San Salvador de Selgua, que fue destruida durante la Guerra de la Independencia. El sepulcro sufrió graves daños durante la guerra civil española, y todas sus figuras fueron decapitadas y la mayor parte de sus relieves destruidos. El sepulcro se encuentra cobijado por un arcosolio, y descansa apoyado sobre columnitas. En el arcosolio aparecen arquivoltas de puntas de diamante, entrelazos y arquillos. Sobre el sepulcro rectangular se encuentra la estatua yacente, que representa a un caballero revestido con cota de malla y casco, al estilo de la época. El cuerpo del caballero se encuentra protegido por un pavés de tamaño considerable, que apenas permite observar la pequeña espada que empuña el yacente. 
Hay diversas efigies en el tímpano del arcosolio y sobre este aún continúan los relieves; dos ángeles aparecen acompañando al cielo el alma del difunto, y otros dos forman contraste en los costados del monumento, que se haya rematado por una cornisa, donde entre adornos de carácter gótico destacan algunas metopas decoradas con gusto mudéjar. Este monumento sepulcral es uno de los más notables de Aragón y, ciertamente, la ermita que lo cobija se halla cerca del lugar donde Fernán Sánchez de Castro encontró la muerte, por orden de su hermanastro. Asimismo, es una pieza más que notable del patrimonio artístico de la comarca del Cinca Medio. 
En 2004, se restauró por completo el sepulcro. Dicha acción de restauración fue llevada a cabo por el Centro de Estudios de Historia de Monzón (CEHIMO), y estuvieron respaldados por la aportación económica de Ibercaja y por el Ayuntamiento de Monzón.
No ha sido posible hallar ningún tipo de documentación que precise para quién fue construido el sepulcro ni en qué período, aunque por sus características es posible datarlo en la segunda mitad del siglo XIII, lo cual se corresponde con la fecha de defunción de Fernán Sánchez de Castro, que tuvo lugar en 1275.

## Armas heráldicas
Sus armas heráldicas se componían así: cuartelado: 1.º y 4.º de oro, dos palos gules; 2.º y 3.º de plata, cometa gules, con la flámula o cola hacia abajo

## Matrimonio y descendencia
Fernán Sánchez de Castro contrajo matrimonio con Aldonza Jiménez de Urrea, y fruto de ese matrimonio nació:
- Felipe Fernández de Castro y Jiménez de Urrea, (m. 1292), que sucedió a su padre en la baronía de Castro y se casó con Aldonza de Peralta, hija de Ramón de Peralta y fueron padres de una hija, Aldonza de Castro y Peralta, casada con Felipe de Saluzzo (Saluces).[2] Aunque también se sabe que se casó con María Álvarez de Haro, con quien también tendría hijos por los cuales lucharía con Aldonza Jiménez de Urrea.[4]